# Pieniążkowice
Pieniążkowice ist ein Dorf der Gemeinde Czarny Dunajec im Powiat Nowotarski der Woiwodschaft Kleinpolen in Polen in der Region Podhale. Das Dorf liegt zwischen den Orava-Podhale-Beskiden und der Talsenke Kotlina Nowotarska ca. 10 km nordwestlich von Nowy Targ. Durch den Ort verläuft die Woiwodschaftsstraße 958 von Zakopane nach Chabówka. Durch den Ort fließt der Gebirgsbach Potok Chorów.

## Sehenswürdigkeiten
Im Ort befindet sich eine neogotische Kirche.

## Tourismus
Es geht in Pieniążkowice ruhiger zu als in den benachbarten Skiorten Zakopane oder Kościelisko. Die touristische Infrastruktur wird ausgebaut. 

## Galerie

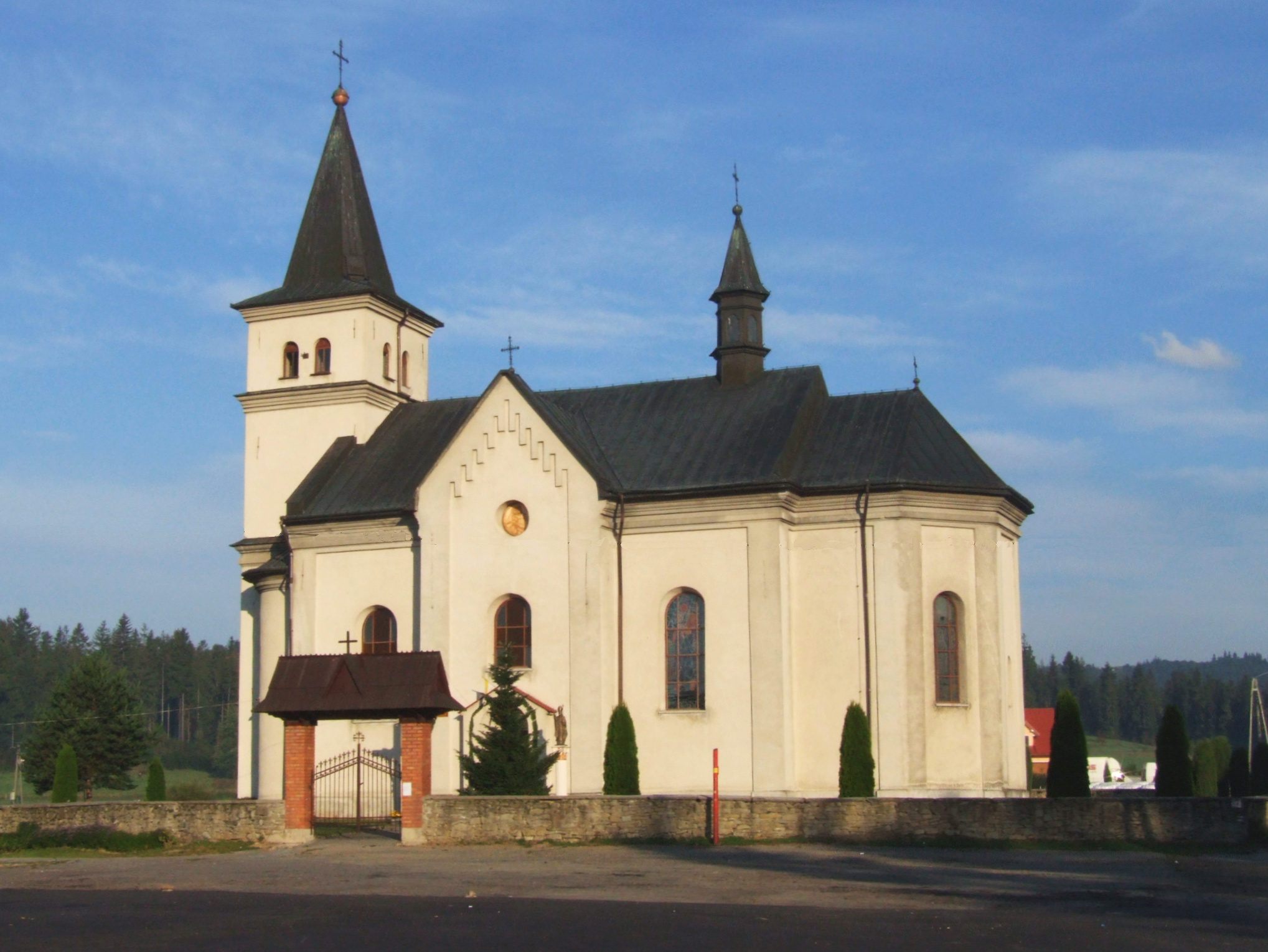
Kirche
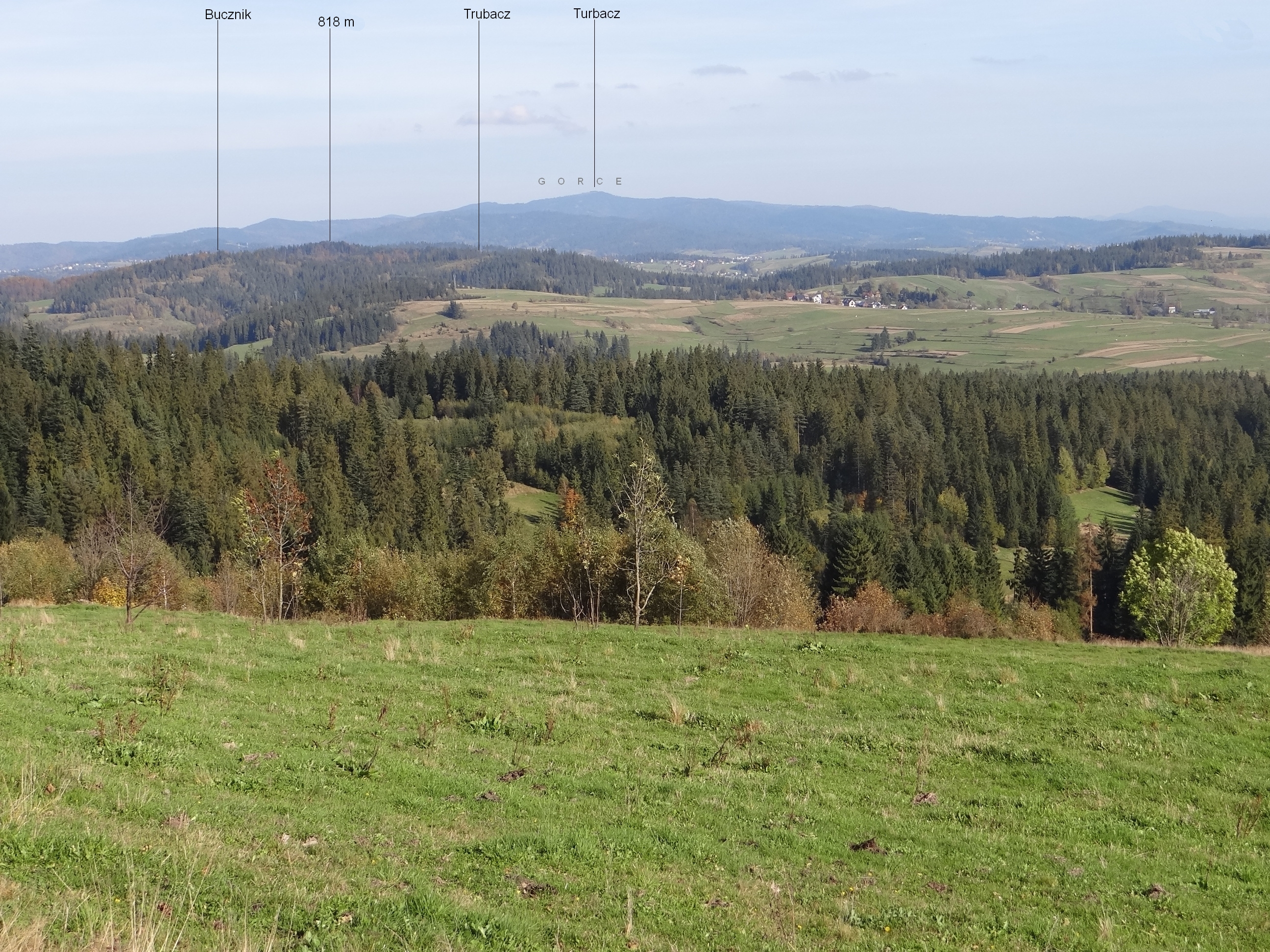
Panorama mit Turbacz
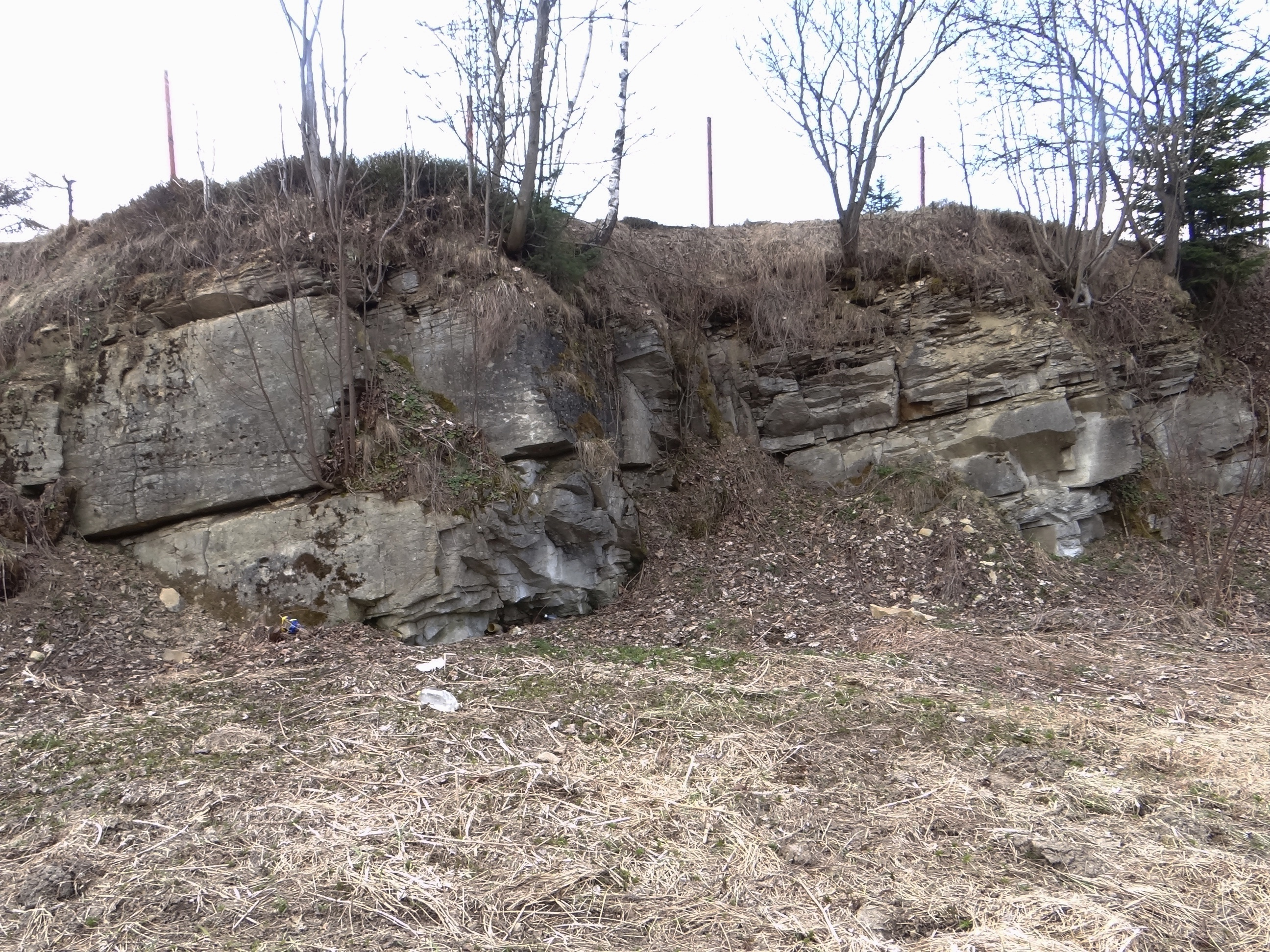
Flysch